# Vela de Adviento

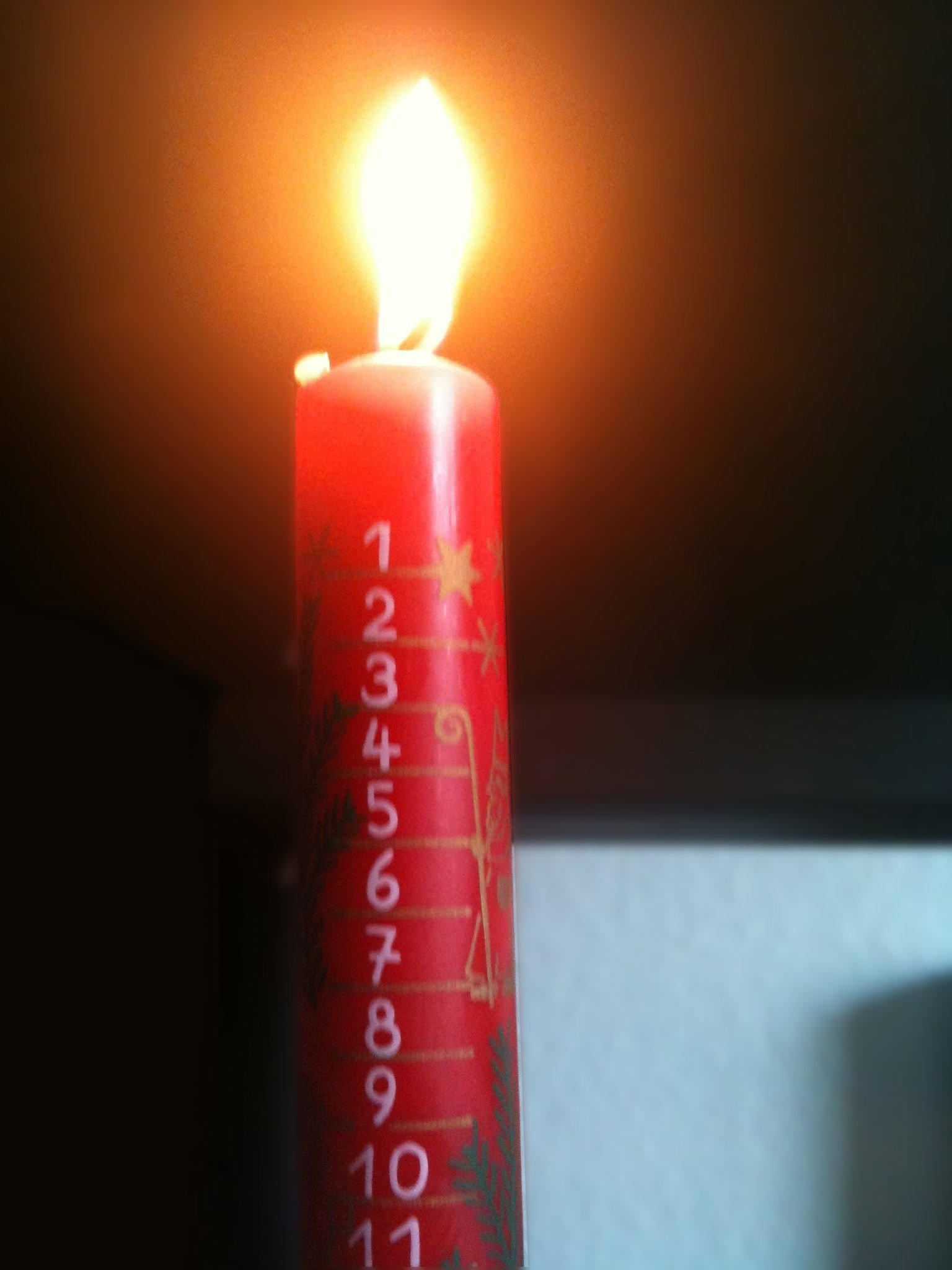
Una vela de Adviento roja, con los días señalados.

Una vela de Adviento es una vela utilizada en algunas Iglesias católicas para simbolizar cada uno de los cuatro domingos del Adviento, normalmente incorporada a una corona de Adviento.
En la Iglesia católica, los colores litúrgicos típicos para estas velas son el púrpura/morado, aunque para el tercer domingo del calendario litúrgico, el Gaudete o Domingo de la alegría, suele ser de color rosado, una mezcla de púrpura y blanco para señalar la proximidad de la Navidad.
En las Iglesias protestantes se suele usar cuatro velas rojas. Con todo, en la Iglesia metodista unida se recomienda el uso del color morado durante el tiempo litúrgico del Adviento, razón por la cual se usan cuatro velas moradas.
Asimismo, en algunos hogares existe la costumbre de encender una sola vela blanca, a veces con los días señalados en la propia vela para marcar la cuenta atrás hacia el Día de Navidad.